# Trapelia coarctata
Espèce
Trapelia coarctata est une espèce de champignons qui forme des lichens.